# يوليا جورجيس
يوليا جورجس (بالألمانية: Julia Görges) هي لاعبة كرة مضرب ألمانية ولدت في يوم 2 نوفمبر 1988 في بلدة باد أوديسلو في ألمانيا الغربية، تمكنت من الفوز بلقبين في رابطة محترفي التنس وأفضل مركز في التصنيف العالمي للاعبات التنس إحتلته في في 26 أغسطس 2013 حيث إحتلت المركز ال15.

## روابط خارجية
- يوليا جورجيس على موقع IMDb (الإنجليزية)
- يوليا جورجيس على موقع رابطة محترفات التنس (الإنجليزية)
- يوليا جورجيس على موقع الاتحاد الدولي لكرة المضرب (الإنجليزية)
- يوليا جورجيس على موقع كأس بيلي جين كينغ (الإنجليزية)
- يوليا جورجيس على موقع خلاصة التنس.كوم (الإنجليزية)
- يوليا جورجيس على موقع اللجنة الأولمبية الدولية (الإنجليزية)
- يوليا جورجيس على موقع أوليمبيديا (الإنجليزية)
- يوليا جورجيس على موقع اللجنة الأولمبية الألمانية (الألمانية)